# Natasha Lako
Natasha Lako (ur. 13 maja 1948 w Korczy) – albańska poetka, pisarka, tłumaczka i scenarzystka filmowa.

## Życiorys
Po ukończeniu w 1971 studiów z zakresu języka i literatury albańskiej na Uniwersytecie Tirańskim pracowała w Studiu Filmowym Nowa Albania w Tiranie. W 1991 zaangażowała się w działalność opozycji demokratycznej, należała do grona twórców Demokratycznej Partii Albanii. W wyborach 1992 uzyskała mandat deputowanej do parlamentu albańskiego, ponownie zdobyła mandat w wyborach 1996 roku. Była w tym czasie członkinią Rady Wydawniczej czasopisma Rilindja Demokratike, na łamach którego ukazywały się jej artykuły. W latach 1997–2005 kierowała Państwowym Archiwum Filmowym.
Należy do pierwszej generacji kobiet-pisarek w Albanii – pierwsze utwory publikowała w 1964 roku.
Za tomik Yllësia e fjalëve (Konstelacja słów) zdobyła prestiżową nagrodę im. Migjeniego. Tłumaczyła na język albański utwory szwedzkiego poety Tomasa Tranströmera.
Mieszka w Korczy. Jest żoną reżysera Mevlana Shanaja, ma dwoje dzieci (syna i córkę).

## Publikacje

### Poezja
- Marsi brenda nesh (Marsz w nas), Tirana 1972.
- E para fjalë e botës (Pierwsze słowo świata), Tirana 1979.
- Këmisha e pranverës (Koszula wiosny), Prishtina 1984.
- Yllësia e fjalëve (Konstelacja słów), Tirana 1986.
- Natyrë e qetë (Spokojna natura), Tirana 1990.
- Thesi me pëllumba, Tirana 1995.
- Kembe dhe duar, Tirana 1998.
- Lëkura e ujit: poezi të zgjedhura, (Powierzchnia wody: poezje zebrane), Tirana 2004.
- Kundërpërfytyrimi, Tirana 2016

### Proza
- Stinët e jetës (Pory życia) Tirana 1977.

### Inne publikacje
- Energjia filmike : ese, Tirana 2004.

## Scenariusze filmowe
- 1979: Mësonjëtorja (Szkoła)
- 1979: Partizani i vogël Velo (Mały partyzant Velo)
- 1980: Plumba Perandorit
- 1982: Rruga e lirisë (Droga wolności)
- 1983: Një emër midis njerzëve (Sam wśród ludzi)
- 1984: I paharruari
- 1986: Fjalë pa fund
- 1987: Një vitë i gjatë (Długi rok)
- 1989: Muri i gjallë
- 1990: Fletë të bardha (Białe kartki)
- 2003: Lule të kuqe, lule të zeza